# Play-off 2023-2024 per la Gamma Ethniki
I play-off 2023-2024 per la Gamma Ethniki sono stati la 3ª edizione dei play-off per la Gamma Ethniki svolto dalle associazioni dilettantistiche locali delle società calcistiche nell’ambito del campionato greco di calcio. La fase, iniziata il 14 maggio 2024 e conclusasi il 16 giugno dello stesso anno, ha visto affrontarsi le 56 vincitrici del proprio gruppo di primo livello dell'associazione calcistica locale (E.P.S.) di appartenenza, suddivise in gruppi territoriali.

## Gruppo 1

### Squadre partecipanti
| Squadra                 | Città            | E.P.S. di provenienza        |
| ----------------------- | ---------------- | ---------------------------- |
| Alexandroupolis         | Alessandropoli   | E.P.S. Evros e Samotracia    |
| Aris Pigon              | Piges            | E.P.S. Kavala e Taso         |
| Doxa Neou Sidirochoriou | Neo Sidirochorio | E.P.S. Tracia (Rodopi)       |
| Evosmos                 | Evosmos          | E.P.S. Macedonia (Salonicco) |
| Iraklis Ammoudias       | Ammoudia         | E.P.S. Serres                |
| Nea Amisou              | Nea Amisou       | E.P.S. Drama                 |
| Pavlos Melas Koutsou    | Koutso           | E.P.S. Xanthi                |

### Classifica
|  | Pos. | Squadra                 | Pt | G | V | N | P | GF | GS | DR  |
|  | ---- | ----------------------- | -- | - | - | - | - | -- | -- | --- |
|  | 1.   | Evosmos                 | 13 | 6 | 4 | 1 | 1 | 12 | 4  | +8  |
|  | 2.   | Alexandroupolis         | 12 | 6 | 4 | 0 | 2 | 12 | 10 | +2  |
|  | 3.   | Iraklis Ammoudias       | 11 | 6 | 3 | 2 | 1 | 11 | 8  | +3  |
|  | 4.   | Aris Pigon              | 9  | 6 | 3 | 0 | 3 | 11 | 7  | +4  |
|  | 5.   | Nea Amisou              | 8  | 6 | 2 | 2 | 2 | 11 | 7  | +4  |
|  | 6.   | Doxa Neou Sidirochoriou | 7  | 6 | 2 | 1 | 3 | 9  | 9  | 0   |
|  | 7.   | Pavlos Melas Koutsou    | 0  | 6 | 0 | 0 | 6 | 1  | 22 | -21 |

Legenda:

      Ammesso in Gamma Ethniki 2024-2025

### Risultati
|                         | ALE  | API  | DNS  | EVO  | IAM  | NAM  | PMK  |
| ----------------------- | ---- | ---- | ---- | ---- | ---- | ---- | ---- |
| Alexandroupolis         | –––– | 2-1  | 3-2  | -    | 1-2  | -    | -    |
| Aris Pigon              | -    | –––– | -    | 0-2  | 5-0  | 1-0  | -    |
| Doxa Neou Sidirochoriou | -    | 3-2  | –––– | -    | -    | 1-1  | 2-0  |
| Evosmos                 | 1-2  | -    | -    | –––– | 2-1  | 2-1  | -    |
| Iraklis Ammoudias       | -    | -    | 1-0  | 0-0  | –––– | -    | 6-0  |
| Nea Amisou              | 3-1  | -    | -    | -    | 2-2  | –––– | 4-0  |
| Pavlos Melas Koutsou    | 1-3  | 0-2  | -    | 0-5  | -    | -    | –––– |

## Gruppo 2

### Squadre partecipanti
| Squadra              | Città        | E.P.S. di provenienza        |
| -------------------- | ------------ | ---------------------------- |
| Aiginiakos           | Aiginio      | E.P.S. Pieria                |
| Alexandria           | Alexandreia  | E.P.S. Emazia                |
| Apollon Kryas Vrysis | Krya Vrysi   | E.P.S. Pella                 |
| Ermis Amyntaiou      | Amyntaio     | E.P.S. Florina               |
| IEK Delta 360        | Salonicco    | E.P.S. Macedonia (Salonicco) |
| Kilkisiakos          | Kilkis       | E.P.S. Kilkis                |
| Moudania             | Nea Moudania | E.P.S. Calcidica             |

### Classifica
|  | Pos. | Squadra              | Pt | G | V | N | P | GF | GS | DR  |
|  | ---- | -------------------- | -- | - | - | - | - | -- | -- | --- |
|  | 1.   | Apollon Kryas Vrysis | 16 | 6 | 5 | 1 | 0 | 16 | 5  | +11 |
|  | 2.   | Alexandria           | 11 | 6 | 3 | 2 | 1 | 10 | 3  | +7  |
|  | 3.   | Kilkisiakos          | 11 | 6 | 3 | 2 | 1 | 13 | 7  | +6  |
|  | 4.   | Moudania             | 10 | 6 | 3 | 1 | 2 | 11 | 9  | +2  |
|  | 5.   | Aiginiakos           | 6  | 6 | 2 | 0 | 4 | 7  | 11 | -4  |
|  | 6.   | IEK Delta 360        | 6  | 6 | 2 | 0 | 4 | 14 | 12 | +2  |
|  | 7.   | Ermis Amyntaiou      | 0  | 6 | 0 | 0 | 6 | 3  | 27 | -24 |

Legenda:

      Ammesso in Gamma Ethniki 2024-2025

### Risultati
|                      | AIG  | ALE  | AKV  | EAM  | IEK  | KIL  | MOU  |
| -------------------- | ---- | ---- | ---- | ---- | ---- | ---- | ---- |
| Aiginiakos           | –––– | 0-3  | -    | -    | 3-0  | 2-3  | -    |
| Alexandria           | -    | –––– | -    | 3-0  | 2-0  | -    | 1-1  |
| Apollon Kryas Vrysis | 3-0  | 1-0  | –––– | 6-1  | -    | -    | -    |
| Ermis Amyntaiou      | 0-1  | -    | -    | –––– | -    | 1-4  | 1-4  |
| IEK Delta 360        | -    | -    | 2-3  | 9-0  | –––– | 2-1  | -    |
| Kilkisiakos          | -    | 1-1  | 1-1  | -    | -    | –––– | 3-0  |
| Moudania             | 2-1  | -    | 1-2  | -    | 3-1  | -    | –––– |

## Gruppo 3

### Squadre partecipanti
| Squadra               | Città    | E.P.S. di provenienza                 |
| --------------------- | -------- | ------------------------------------- |
| Amvrakikos Vonitsas   | Vonitsa  | E.P.S. Prevesa e Leucade              |
| Anagennisi Perivoliou | Perivoli | E.P.S. Corfù, Passo e isole Diapontie |
| Aneza                 | Aneza    | E.P.S. Arta                           |
| Aris Filiaton         | Filiates | E.P.S. Tesprozia                      |
| Grammochoria          | Maniakoi | E.P.S. Kastoria                       |
| Panagriniakos         | Agrinio  | E.P.S. Etolia-Acarnania               |
| Thyella Elousas       | Elousa   | E.P.S. Epiro (Giannina)               |

### Classifica
|  | Pos. | Squadra               | Pt | G | V | N | P | GF | GS | DR  |
|  | ---- | --------------------- | -- | - | - | - | - | -- | -- | --- |
|  | 1.   | Amvrakikos Vonitsas   | 13 | 6 | 4 | 1 | 1 | 18 | 6  | +12 |
|  | 2.   | Panagriniakos         | 13 | 6 | 4 | 1 | 1 | 13 | 9  | +4  |
|  | 3.   | Aris Filiaton         | 12 | 6 | 4 | 0 | 2 | 17 | 6  | +11 |
|  | 4.   | Anagennisi Perivoliou | 9  | 6 | 3 | 0 | 3 | 12 | 10 | +2  |
|  | 5.   | Thyella Elousas       | 8  | 6 | 3 | 2 | 1 | 11 | 8  | +3  |
|  | 6.   | Aneza                 | 3  | 6 | 1 | 0 | 5 | 4  | 18 | -14 |
|  | 7.   | Grammochoria          | 0  | 6 | 0 | 0 | 6 | 6  | 24 | -18 |

Legenda:

      Ammesso in Gamma Ethniki 2024-2025

### Risultati
|                       | AVO  | APE  | ANE  | AFI  | GRA  | PAN  | TEL  |
| --------------------- | ---- | ---- | ---- | ---- | ---- | ---- | ---- |
| Amvrakikos Vonitsas   | –––– | -    | -    | 2-1  | 8-1  | -    | 0-0  |
| Anagennisi Perivoliou | 0-3  | –––– | 5-0  | -    | 4-0  | -    | -    |
| Aneza                 | 1-3  | -    | –––– | 0-1  | -    | 0-1  | -    |
| Aris Filiaton         | -    | 4-0  | -    | –––– | 5-1  | 5-1  | -    |
| Grammochoria          | -    | -    | 1-2  | -    | –––– | 1-2  | 2-3  |
| Panagriniakos         | 3-2  | 3-0  | -    | -    | -    | –––– | 1-1  |
| Thyella Elousas       | -    | 0-3  | 5-1  | 2-1  | -    | -    | –––– |

## Gruppo 4

### Squadre partecipanti
| Squadra          | Città     | E.P.S. di provenienza                 |
| ---------------- | --------- | ------------------------------------- |
| Anthoupolis      | Larissa   | E.P.S. Larissa                        |
| Atromitos Palama | Palamas   | E.P.S. Karditsa                       |
| Koilon           | Koila     | E.P.S. Kozani                         |
| Malesina         | Malesina  | E.P.S. Ftiotide                       |
| Meteora          | Kalambaka | E.P.S. Trikala                        |
| Neochoriou       | Neochori  | E.P.S. Grevena                        |
| Olympiakos Volos | Volo      | E.P.S. Tessaglia (Magnesia e Sporadi) |

### Classifica
|  | Pos. | Squadra          | Pt | G | V | N | P | GF | GS | DR  |
|  | ---- | ---------------- | -- | - | - | - | - | -- | -- | --- |
|  | 1.   | Olympiakos Volos | 16 | 6 | 5 | 1 | 0 | 11 | 2  | +9  |
|  | 2.   | Malesina         | 13 | 6 | 4 | 1 | 1 | 14 | 3  | +11 |
|  | 3.   | Anthoupolis      | 13 | 6 | 4 | 1 | 1 | 17 | 3  | +14 |
|  | 4.   | Atromitos Palama | 10 | 6 | 3 | 1 | 2 | 10 | 5  | +5  |
|  | 5.   | Meteora          | 6  | 6 | 2 | 0 | 4 | 6  | 11 | -5  |
|  | 6.   | Koilon           | 3  | 6 | 1 | 0 | 5 | 4  | 20 | -16 |
|  | 7.   | Neochoriou       | 0  | 6 | 0 | 0 | 6 | 0  | 18 | -18 |

Legenda:

      Ammesso in Gamma Ethniki 2024-2025

### Risultati
|                  | ANT  | APA  | KOI  | MAL  | MET  | NEO  | OVO  |
| ---------------- | ---- | ---- | ---- | ---- | ---- | ---- | ---- |
| Anthoupolis      | –––– | 3-0  | -    | -    | -    | 3-0  | 1-1  |
| Atromitos Palama | -    | –––– | 4-0  | -    | 2-0  | -    | 0-1  |
| Koilon           | 0-6  | -    | –––– | -    | 1-2  | 3-0  | -    |
| Malesina         | 2-1  | 1-1  | 5-0  | –––– | -    | -    | -    |
| Meteora          | 0-3  | -    | -    | 0-3  | –––– | -    | 1-2  |
| Neochoriou       | -    | 0-3  | -    | 0-3  | 0-3  | –––– | -    |
| Olympiakos Volos | -    | -    | 3-0  | 1-0  | -    | 3-0  | –––– |

## Gruppo 5

### Squadre partecipanti
| Squadra            | Città      | E.P.S. di provenienza    |
| ------------------ | ---------- | ------------------------ |
| Atromitos Patron   | Patrasso   | E.P.S. Acaia             |
| Miltiadis          | Pyrgos     | E.P.S. Messenia          |
| Pallixouriakos     | Lixouri    | E.P.S. Cefalonia e Itaca |
| Panarkadikos       | Tripoli    | E.P.S. Arcadia           |
| Pangytheatikos     | Giteo      | E.P.S. Laconia           |
| Thyella Abelokipon | Abelokipoi | E.P.S. Zante             |
| Xenofon Krestenon  | Krestena   | E.P.S. Elide             |

### Classifica
|  | Pos. | Squadra            | Pt | G | V | N | P | GF | GS | DR  |
|  | ---- | ------------------ | -- | - | - | - | - | -- | -- | --- |
|  | 1.   | Panarkadikos       | 16 | 6 | 5 | 1 | 0 | 13 | 3  | +10 |
|  | 2.   | Miltiadis          | 12 | 6 | 4 | 0 | 2 | 15 | 7  | +8  |
|  | 3.   | Pangytheatikos     | 11 | 6 | 3 | 2 | 1 | 11 | 4  | +7  |
|  | 4.   | Atromitos Patron   | 6  | 6 | 2 | 0 | 4 | 8  | 11 | -3  |
|  | 5.   | Pallixouriakos     | 6  | 6 | 1 | 3 | 2 | 8  | 10 | -2  |
|  | 6.   | Xenofon Krestenon  | 4  | 6 | 1 | 1 | 4 | 6  | 15 | -9  |
|  | 7.   | Thyella Abelokipon | 4  | 6 | 1 | 1 | 4 | 7  | 18 | -11 |

Legenda:

      Ammesso in Gamma Ethniki 2024-2025

### Risultati
|                    | APA  | MIL  | PAL  | PAA  | PAG  | TAB  | XKR  |
| ------------------ | ---- | ---- | ---- | ---- | ---- | ---- | ---- |
| Atromitos Patron   | –––– | -    | 3-0  | 1-2  | -    | -    | 4-2  |
| Miltiadis          | 3-0  | –––– | -    | -    | -    | 6-0  | 2-0  |
| Pallixouriakos     | -    | 2-4  | –––– | -    | 0-0  | -    | 3-0  |
| Panarkadikos       | -    | 1-0  | 1-1  | –––– | -    | 5-1  | -    |
| Pangytheatikos     | 2-0  | 4-0  | -    | 0-1  | –––– | -    | -    |
| Thyella Abelokipon | 2-0  | -    | 2-2  | -    | 1-3  | –––– | -    |
| Xenofon Krestenon  | -    | -    | -    | 0-3  | 2-2  | 2-1  | –––– |

## Gruppo 6

### Squadre partecipanti
| Squadra          | Città      | E.P.S. di provenienza               |
| ---------------- | ---------- | ----------------------------------- |
| Amarynthiakos    | Amarynthos | E.P.S. Eubea e Sciro                |
| Apollon Efpalios | Efpalio    | E.P.S. Focide                       |
| Keratsini        | Keratsini  | E.P.S. Pireo, Argosaronico e Citera |
| Loutraki         | Loutraki   | E.P.S. Corinzia                     |
| Pannafpliakos    | Nauplia    | E.P.S. Argolide                     |
| Potamia          | Potamia    | E.P.S. Euritania                    |
| Thiva            | Tebe       | E.P.S. Beozia                       |

### Classifica
|  | Pos. | Squadra          | Pt | G | V | N | P | GF | GS | DR  |
|  | ---- | ---------------- | -- | - | - | - | - | -- | -- | --- |
|  | 1.   | Amarynthiakos    | 13 | 6 | 4 | 1 | 1 | 13 | 4  | +9  |
|  | 2.   | Apollon Efpalios | 11 | 6 | 3 | 2 | 1 | 9  | 4  | +5  |
|  | 3.   | Loutraki         | 10 | 6 | 3 | 1 | 2 | 8  | 6  | +2  |
|  | 4.   | Thiva            | 9  | 6 | 2 | 3 | 1 | 10 | 4  | +6  |
|  | 5.   | Pannafpliakos    | 8  | 6 | 2 | 2 | 2 | 7  | 8  | -1  |
|  | 6.   | Keratsini        | 7  | 6 | 2 | 1 | 3 | 8  | 11 | -3  |
|  | 7.   | Potamia          | 0  | 6 | 0 | 0 | 6 | 0  | 18 | -18 |

Legenda:

      Ammesso in Gamma Ethniki 2024-2025

### Risultati
|                  | AMA  | AEF  | KER  | LOU  | PAN  | POT  | THI  |
| ---------------- | ---- | ---- | ---- | ---- | ---- | ---- | ---- |
| Amarynthiakos    | –––– | -    | 4-1  | -    | -    | 3-0  | 3-0  |
| Apollon Efpalios | 1-0  | –––– | -    | 3-0  | -    | 3-0  | -    |
| Keratsini        | -    | 3-1  | –––– | 0-2  | -    | -    | 1-1  |
| Loutraki         | 2-3  | -    | -    | –––– | 1-0  | -    | 0-0  |
| Pannafpliakos    | 0-0  | 1-1  | 3-0  | -    | –––– | -    | -    |
| Potamia          | -    | -    | 0-3  | 0-3  | 0-3  | –––– | -    |
| Thiva            | -    | 0-0  | -    | -    | 6-0  | 3-0  | –––– |

## Gruppo 7

### Squadre partecipanti
| Squadra               | Città         | E.P.S. di provenienza               |
| --------------------- | ------------- | ----------------------------------- |
| Apollon Agios Ioannis | Agios Ioannis | E.P.S. La Canea                     |
| Karava                | Karava        | E.P.S. Pireo, Argosaronico e Citera |
| Mandraikos            | Mandra        | E.P.S. Attica occidentale           |
| Nea Iōnia             | Nea Ionia     | E.P.S. Atene                        |
| Neapolis              | Neapoli       | E.P.S. Lasithi                      |
| Rethymniakos          | Retimo        | E.P.S. Retimo                       |
| Tympakiou             | Timbaki       | E.P.S. Candia                       |

### Classifica
|  | Pos. | Squadra               | Pt | G | V | N | P | GF | GS | DR |
|  | ---- | --------------------- | -- | - | - | - | - | -- | -- | -- |
|  | 1.   | Nea Iōnia             | 16 | 6 | 5 | 1 | 0 | 9  | 0  | +9 |
|  | 2.   | Mandraikos            | 11 | 6 | 3 | 2 | 1 | 9  | 6  | +3 |
|  | 3.   | Tympakiou             | 11 | 6 | 3 | 2 | 1 | 6  | 4  | +2 |
|  | 4.   | Apollon Agios Ioannis | 10 | 6 | 3 | 1 | 2 | 9  | 7  | +2 |
|  | 5.   | Neapolis              | 7  | 6 | 2 | 1 | 3 | 6  | 8  | -2 |
|  | 6.   | Rethymniakos          | 3  | 6 | 1 | 0 | 5 | 5  | 11 | -6 |
|  | 7.   | Karava                | 1  | 6 | 0 | 1 | 5 | 7  | 15 | -8 |

Legenda:

      Ammesso in Gamma Ethniki 2024-2025

### Risultati
|                       | AAI  | KAR  | MAN  | NIO  | NEA  | RET  | TYB  |
| --------------------- | ---- | ---- | ---- | ---- | ---- | ---- | ---- |
| Apollon Agios Ioannis | –––– | 4-2  | -    | -    | 1-0  | 1-0  | -    |
| Karava                | -    | –––– | 1-1  | -    | 2-3  | -    | 0-1  |
| Mandraikos            | 2-1  | -    | –––– | 0-2  | 2-0  | -    | -    |
| Nea Ionia             | 0-0  | 2-0  | -    | –––– | -    | -    | 1-0  |
| Neapolis              | -    | -    | -    | 0-3  | –––– | 3-0  | 0-0  |
| Rethymniakos          | -    | 4-2  | 1-3  | 0-1  | -    | –––– | -    |
| Tybakiou              | 3-2  | -    | 1-1  | -    | -    | 1-0  | –––– |

## Gruppo 8

### Squadre partecipanti
| Squadra               | Città      | E.P.S. di provenienza   |
| --------------------- | ---------- | ----------------------- |
| Asteras Kesarianis    | Kaisariani | E.P.S. Atene            |
| Egeas Plomariou       | Plomari    | E.P.S. Lesbo e Lemno    |
| Foivos Kremastis      | Kremasti   | E.P.S. Dodecaneso       |
| Kerateas              | Keratea    | E.P.S. Attica orientale |
| Pammiliakos           | Plaka      | E.P.S. Cicladi          |
| Thyella Chalkeious    | Chalkeio   | E.P.S. Chio             |
| Vathyllou Pansamiakou | Vathy      | E.P.S. Samo e Icaria    |

### Classifica
|  | Pos. | Squadra               | Pt | G | V | N | P | GF | GS | DR  |
|  | ---- | --------------------- | -- | - | - | - | - | -- | -- | --- |
|  | 1.   | Kerateas              | 18 | 6 | 6 | 0 | 0 | 18 | 4  | +14 |
|  | 2.   | Asteras Kesarianis    | 15 | 6 | 5 | 0 | 1 | 20 | 6  | +14 |
|  | 3.   | Egeas Plomariou       | 10 | 6 | 3 | 1 | 2 | 19 | 9  | +10 |
|  | 4.   | Foivos Kremastis      | 10 | 6 | 3 | 1 | 2 | 11 | 9  | +2  |
|  | 5.   | Pammiliakos           | 4  | 6 | 1 | 1 | 4 | 6  | 15 | -9  |
|  | 6.   | Thyella Chalkeious    | 4  | 6 | 1 | 1 | 4 | 5  | 18 | -13 |
|  | 7.   | Vathyllou Pansamiakou | 0  | 6 | 0 | 0 | 6 | 0  | 18 | -18 |

Legenda:

      Ammesso in Gamma Ethniki 2024-2025

### Risultati
|                       | AKE  | EPL  | FKR  | KER  | PAM  | TCH  | VPA  |
| --------------------- | ---- | ---- | ---- | ---- | ---- | ---- | ---- |
| Asteras Kesarianis    | –––– | -    | -    | 2-3  | -    | 5-0  | 3-0  |
| Egeas Plomarios       | 1-3  | –––– | -    | -    | 6-0  | 6-0  | -    |
| Foivos Kremastis      | 1-2  | 2-2  | –––– | -    | -    | -    | 3-0  |
| Kerateas              | -    | 4-1  | 3-1  | –––– | -    | 4-0  | -    |
| Pammiliakos           | 1-5  | -    | 1-2  | 0-1  | –––– | -    | -    |
| Thyella Chalkeious    | -    | -    | 1-2  | -    | 1-1  | –––– | 3-0  |
| Vathyllou Pansamiakou | -    | 0-3  | -    | 0-3  | 0-3  | -    | –––– |